# Β-氧化

β-氧化

β-氧化指的是脂肪酸氧化分解，最終產生乙醯輔酶A（Acetyl-CoA）和酮體的過程。
就和脂肪酸合成一样，脂肪酸的分解也是逐步进行的。脂肪酸首先變成Acyl-CoA的活化形式。
接下來反應有4個步驟：
1. 脂醯輔酶A（英语：Acyl-CoA）透過醯基輔酶A脫氫酶（英语：Acyl-CoA dehydrogenase）進行脱氫（產物：烯醇基輔酶A（英语：Enoyl-CoA））
2. 水合（英文：Hydration）（產物：β-羥醯基輔酶A）
3. 再脱氢（產物：β-酮醯基輔酶A（英语：β-ketoacyl-CoA））
4. 硫解（英文：Thiolysis）獲得乙酰辅酶A以及縮短的Acyl-CoA。

β-碳原子分別在第2.4步驟反應中被氧化为羥基和再进一步成为酮基。脱下的氫離子和電子會被FADH2 和 NADH + H+带到電子傳遞鏈產生能量。每进行一次β-氧化，一個乙酰辅酶A就会断裂离开，脂肪酸分子脱下了两个碳原子。过程不断重複直到脂肪酸徹底分解。
生成的乙酰辅酶A可以进一步到三羧酸循环中或者用於合成酮體。而到了這一步需要利用肉鹼和膜蛋白來通過粒線體的膜。

## 肉碱穿梭

肉碱穿梭机制

## 多元不饱和脂肪酸的β-氧化

多不饱和脂肪酸的β-氧化